# Alopecosa virgata
Alopecosa virgata este o specie de păianjeni din genul Alopecosa, familia Lycosidae. A fost descrisă pentru prima dată de Kishida, 1909. Conform Catalogue of Life specia Alopecosa virgata nu are subspecii cunoscute.